# Jean-Baptiste Lully
Jean-Baptiste de Lully, nascido Giovanni Battista Lulli (Florença, 28 de novembro de 1632 – Paris, 22 de março de 1687), foi um compositor italiano, naturalizado francês. Passou a maior parte da vida trabalhando na corte de Luís XIV . Compositor prolixo, seu estilo foi largamente imitado na Europa. Casou-se com Madeleine Lambert, filha do compositor Michel Lambert. Considerado mestre do barroco francês, tornou-se súdito francês em 1661.

## Biografia
Giovanni Battista Lulli, filho de um moleiro, nasceu em Florença, Itália. Lully teve uma curta educação, mas aprendeu as técnicas básicas de violino, originalmente ensinado por um franciscano de Florença. Posteriormente em França, ele aprendeu a tocar violino e a dançar. Em 1646 foi descoberto por Roger de Lorraine, um nobre de Guise, filho de Carlos, Duque de Guise, e foi alfabetizado em francês. Foi colocado ao serviço de Ana Maria Luísa de Orléans, de quem foi copeiro e professor de italiano. Com a ajuda de sua princesa, seu talento foi lapidado. Estudou teoria musical com Nicolas Métru.
Começou a trabalhar para Luís XIV da França no final de 1652 e início de 1653, como dançarino. Compôs algumas das músicas para o Ballet de la nuit,  agradando imensamente ao rei. Foi nomeado compositor de músicas instrumentais do rei, conduzindo vinte e quatro violinos da Grande Bande. Cansado com a falta de disciplina da Grande Bande e com a autorização do rei, formou os Petits Violons.
Lully compôs muitos balés para o Rei durante as décadas de 1650 e 1660, nos quais o Rei e Lully dançaram. Teve também um tremendo sucesso compondo a música para as comédias de Molière, incluindo Le Mariage forcé (1664), L'Amour médecin (1665) e Le Bourgeois gentilhomme (1670). Quando conheceu Molière, Lully formou o Comédie-ballet. Entretanto, o interesse de Luís XIV pelo balé foi diminuíndo com o passar dos anos, e suas habilidades para a dança declinaram (sua última performance foi em 1670) e então Lully dedicou-se inteiramente à ópera. Ele comprou o privilégio para a ópera de Pierre Perrin e com o apoio de Jean-Baptiste Colbert e do próprio Rei, criou um novo privilégio, que dada exclusivamente a Lully o controle completo de toda música apresentada na França, até sua morte,quando morreu de gangrena em 1687.
Era conhecido por ser um libertino. Em 1661, em cartas de naturalização e em seu contrato de casamento com Madeleine Lambert, filha do seu amigo e companheiro Michel Lambert, Giovanni Battista Lulli declarou-se como "Jean-Baptiste de Lully" filho de "Laurent de Lully, cavalheiro florentino".
Em 8 de janeiro de 1687, Lully estava conduzindo um Te Deum em honra de Luís XIV, recém recuperado de uma doença. O compositor marcava o tempo, batendo com um grande bastão (o precursor da Batuta) no chão, como era usual nesse período, quando  atingiu o próprio pé, provocando uma infecção. Essa ferida evoluiu para uma  gangrena, mas Lully recusou-se a amputar o pé. Em consequência, acabou morrendo, em 22 de março de 1687. Ele deixou sua última ópera, Achille et Polyxène inacabada. Seus dois filhos, Jean-Louis Lully e Louis Lully também tiveram uma carreira musical na corte.

## Principais obras
- Le Mariage Forcé (1664)
- Le Bourgeois gentilhomme (1670)
- Le Temple de La Paix (1685)

Criou também as óperas:
- Alceste ou Le Triomphe d'Alcide (1674)
- Atys (1676)
- Thésée (1675)
- Bellérophon (1679)[5]
- Amadis de Gaule (1684)
- Roland (1685)
- Acis et Galatée (1686)
- Armide (1686)

A Marche Pour La Cérémonie des Turcs, uma de suas obras instrumentais mais conhecidas, é parte da ópera-balé O Burguês Fidalgo (Le Bourgeois gentilhomme), de 1670.